# Дао (фальшион)

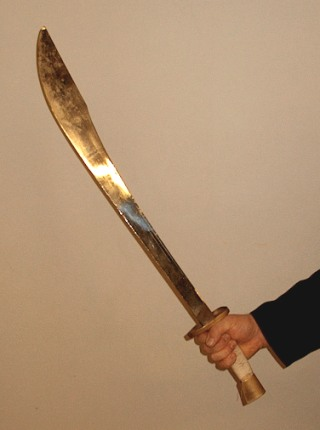
Дао

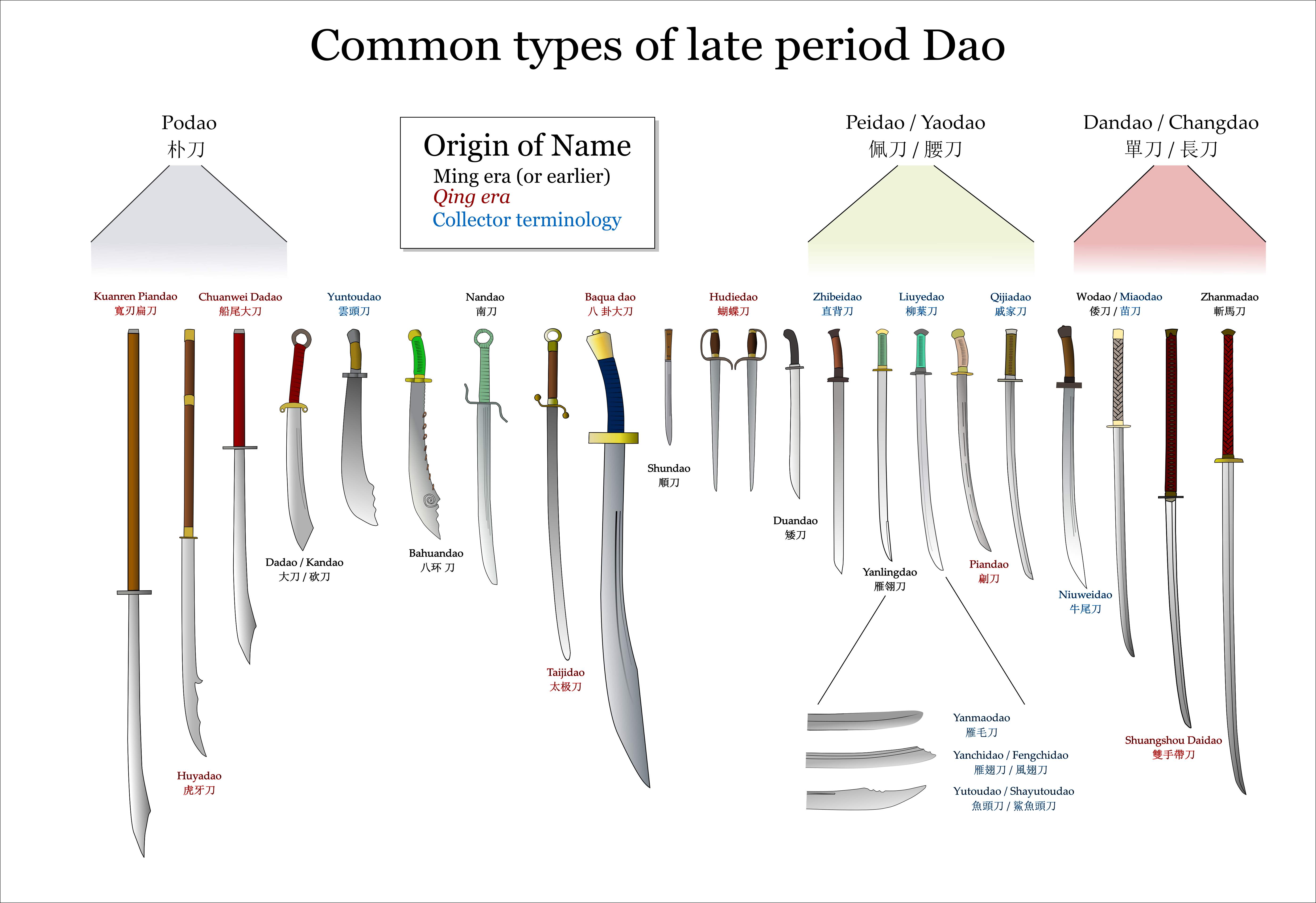
разновидности

Дао (кит. трад. 刀, пиньинь dāo) — китайское клинковое однолезвийное оружие.
Чаще всего под дао (с указанием его типа, например, нювэйдао — дао «бычий хвост», люедао — дао «ивовый лист», водао — японский меч, чандао — «длинный меч», чжаньмадао — «меч, разрубающий лошадь», пейдао — «поясной дао», шоудао) понимаются однолезвийные фальшионы, сабли и палаши, как одноручные, так и двуручные. Также в качестве значащего элемента слово дао входит в состав названий древкового оружия — гуань дао, чуаньвэйдао, яньюэдао, дадао (大刀 — «большой меч», разновидность китайской алебарды, представляющей собой клинок шоудао на древке, превышающем длину клинка) и т. д.
В качестве значащего элемента этот же иероглиф входит и в название некоторых специфических видов оружия китайских боевых искусств (например, багуадао), однако в данном случае он означает всего лишь наличие заточки по одному из краев данного предмета вооружения.
Японские катаны записываются абсолютно тем же самым иероглифом 刀, который по китайски читается дао, а по японски в зависимости от контекста и как катана, и как то.
Европейскими аналогами дао являются фальшион, похожий на классический дао эпохи Цин, и сабля похожая на дао эпохи Тан (ранее средневековье), и палаш, похожий на солдатский дао эпохи Хань (античность).